# مداوي شعبي

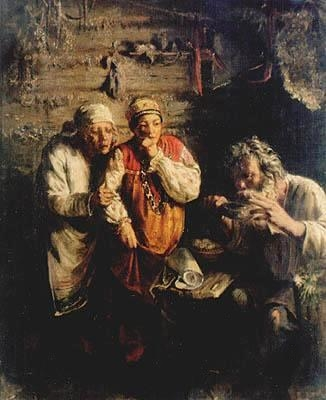

المداوي الشعبي(بالإنجليزية: folk healer)‏، شخص لا يحمل ترخيصا ويعالج المرضى مستخدمًا الممارسات التقليدية والعلاج بالأعشاب وحتى قوة الإقناع، ويمكن للمداوي الشعبي أن يكون شخص ذا تدريب عالي يسعى نحو تخصصه ويتعلم عن طريق المذاكرة والملاحظة والتقليد، وفي بعض الثقافات، يمكن أن يعتبر المعالج شخص ورث «هبة» العلاج من والديه، كما اعتبرت القدرة على شفاء العظام أو وقف النزيف قوة وراثية.

## الجدات المعالجات
يزعم البعض أن الجدات المعالجات هن معالجات وقابلات في منطقة الآبالاش ومنطقة الأوزارك وادعى بعض الأكاديميين أن هذه تعد ممارسات طبية بداية من ثمانينات القرن التاسع عشر حتى ثلاثينات القرن العشرين، ومن المفترض أن يكن عادةً نساء كبيرات في السن في المجتمع وربما كن الممارسات الوحيدات للرعاية الطبية في المناطق الريفية الفقيرة في منطقة الآبالاش الجنوبية، وكثيرًا ما يعتقد أنهن لا يتوقعن ولا يتحصلن على أي مال، ويتم احترامهن بوصفهن سلطات متخصصة في المعالجة بالأعشاب والولادة، وقد ذكرهم جون تشارلز كامبل في كتابه سكان المرتفعات الجنوبية ووطنهم (The Southern Highlander and His Homeland)
إن المذهل في العديد من هؤلاء النساء الكبار في السن هو صرامتهن فيما يتعلق بالاهوت – جزءًا من التصوف وجزءًا من الإيمان بالقضاء والقدر- وفهمهن العميق للحياة... إن الجدات المعالجات – ويمكن أن يكون منهن جدات صغيرات في منطقة الجبال – إذا نجون من الولادة والمحن في أيام شبابهن، يكسبن حريتهن ومكانة السلطة اللامسئولة في المنزل التي يصعب على رجال العائلة منافستهن فيها. ... وعلى الرغم من إيمانها بالخرافات، إلا إنها تتمتع بقدرات الحس السليم وتحكم بذكاء على الشخصيات، وإذا مرض أي شخص، تكون هي الأولى التي يذهب إليها للاستشارة لأنها في العموم تعتبر طبيبة تداوي بالأعشاب ويطلب شباب نصف الريف نصيحتها فيما يخص كل شئ في حياتهم بدءًا من العلاقات العاطفية إلى وضع شبكة جديدة في النول.

## الساحرة البيضاء
إن الساحرة البيضاء و الساحرة الطيبة مصطلحات وصفية تستخدم في اللغة الإنجليزية لتوضح الاختلاف بين ممارسي السحر الشعبي في فعل الخير (السحر الأبيض) وممارسيه في فعل الشر أو ممارسي السحر الأسود، ومن المصطلحات ذات العلاقة: المخادع الشعبي والطبيب المشعوذ ومعروف بالفرنسية بالعراف المعالج.
خلال محاكمات السحرة في أوائل العصر الحديث في أوروبا، تم إدانة العديد من ممارسي السحر الشعبي باستخدام السحر، وهم لم يعتبروا أنفسهم مشعوذين ولكن معالجين أو مداويين، فوفقًا لـ «ساحرات ومشعوذات» لإيفا بوكس: إن العديد من المشعوذات الإنجليزيات المدانات بالتواطؤ مع الشياطين اتضح أنهن من المخادعات الشعبيات تحولت جنياتهن إلى شياطين، وإن أكثر من نصف المشعوذات المتهمات في هنغاريا اتضح أنهن معالجات.
إن بعضًا من المعالجين والعرافين المتهمين باستخدام السحر كانوا يعتبرون أنفسهم وسطاء بين العالم المادي وعالم الأرواح مما يساويهم تقريبًا بالشامان، فيصف هؤلاء الناس علاقتهم مع الجنيات أو الأرواح أو الموتى على إنها تشمل تجارب الخروج من الجسد والسفر خلال ممالك العالم الآخر، كما إن مثل تلك المعتقدات تعتبر ضمن فلكلور معظم القارة الأوروبية ووصفتهم بكل وضوح المشعوذات المتهمات في وسط أوروبا وجنوبها، بالإضافة إلى ذلك، فإن الموضوعات المتكررة تشمل المشاركة في مواكب التأبين أو الولائم الضخمة وغالبًا ما تترأسها امرأة تتمتع بالألوهية وتعلم السحر وتعطي النبوءات، كما تشمل الموضوعات أيضًا الاشتراك في معارك ضد الأرواح الشريرة أو مصاصي الدماء أو المشعوذات من أجل كسب الخصوبة والازدهار للمجتمع.